# Liste der Träger des Ordens des Marienland-Kreuzes (IV. Klasse)
Die Liste führt eine Auswahl von Trägern der IV. Klasse des Ordens des Marienland-Kreuzes (Estland) auf. Unter anderem haben die folgenden Personen seit seiner Stiftung im Jahr 1995 die Auszeichnung erhalten.

## Ordensträger (Auswahl)
| Name               | Bezeichnung                         | Verleihungsdatum |
| ------------------ | ----------------------------------- | ---------------- |
| Norbert Angermann  | Historiker                          | 8. Feb. 2017     |
| Tomas Bertelman    | Diplomat                            | 2. Feb. 2005     |
| Ludwig Biewer      | Archivar, Heraldiker und Historiker | 6. Feb. 2008     |
| Stéphane Courtois  | Historiker                          | 2. Feb. 2005     |
| Robert Fripp       | Musiker                             | 6. Feb. 2008     |
| Joachim Gauck      | Politiker und Publizist             | 2. Feb. 2005     |
| Jelle Goes         | Fußballtrainer                      | 6. Feb. 2008     |
| Dietrich A. Loeber | Rechtswissenschaftler               | 3. Feb. 2003     |
| Robert von Lucius  | Journalist                          | 6. Feb. 2008     |
| Sofi Oksanen       | Schriftstellerin und Dramaturgin    | 3. Feb. 2010     |
| Romualdas Ozolas   | Philosoph und Politiker             | 2. Feb. 2005     |
| Edvīns Šnore       | Regisseur und Drehbuchautor         | 2. Apr. 2009     |
| Teitur Þórðarson   | Fußballtrainer                      | 8. Feb. 2000     |
| Walter Zapp        | Erfinder                            | 2. Feb. 2001     |